# Résolution 935 du Conseil de sécurité des Nations unies
Membres permanents
- Chine
- États-Unis
- France
- Royaume-Uni
- Russie

Membres non permanents
- Argentine
- Brésil
- Djibouti
- Espagne
- Nigéria
- Nouvelle-Zélande
- Oman
- Pakistan
- République tchèque
- Rwanda

Résolution no 934 Résolution no 936
La résolution 935 du Conseil de sécurité des Nations Unies, adoptée à l'unanimité le 1er juillet 1994, après avoir rappelé toutes les résolutions sur le Rwanda, en particulier 918 (1994) et 925 (1994), a demandé au Secrétaire général Boutros Boutros-Ghali de créer une commission d'experts pour enquêter sur les violations du droit international humanitaire pendant le génocide des tutsi au Rwanda.
Le Conseil de sécurité a souligné la nécessité d'un déploiement rapide de la Mission d'assistance des Nations Unies au Rwanda (MINUAR) afin qu'elle puisse remplir son mandat. Les déclarations du Président du Conseil de sécurité et du Secrétaire général concernant les violations du droit international humanitaire au Rwanda ont été rappelées, le Conseil notant que seule une enquête approfondie pourrait établir les faits sur ce qui s'est passé et donc déterminer les responsabilités. La visite du Haut-Commissaire des Nations Unies aux droits de l'homme et la nomination d'un rapporteur spécial pour le Rwanda ont été saluées.
Des inquiétudes ont été exprimées face aux informations persistantes faisant état de meurtres systématiques au Rwanda, y compris des informations faisant état de génocide, et en notant que les responsables des actes commis devraient être traduits en justice. À cet égard, le Conseil a demandé au Secrétaire général de créer une commission impartiale d'experts chargée d'enquêter sur les informations faisant état de violations du droit international humanitaire et de faire rapport au Secrétaire général. Tous les États et organisations internationales ont été invités à collecter des informations de la même manière que la Commission d'experts et également sur les violations de la Convention sur le génocide, en rendant les informations recueillies disponibles dans un délai de 30 jours à compter de l'adoption de la résolution.
Le Secrétaire général a été prié de faire rapport au Conseil sur la création de la commission d'experts et de rendre compte de ses conclusions dans un délai de quatre mois. Le Secrétaire général a également été prié, avec le Haut-commissaire pour les droits humains, de mettre à la disposition de la Commission les informations transmises au rapporteur spécial pour le Rwanda. Toutes les personnes concernées ont été exhortées à coopérer avec la Commission pour l'accomplissement de son mandat.
Le 26 juillet 1994, Boutros Boutros-Ghali a nommé M. Atsu-Koffi Amega, ancien membre togolais de la Commission africaine des droits de l'homme et des peuples, pour présider la commission, Mme Haby Dieng, procureur de Guinée et M. Salifou Fomba, professeur de droit international originaire du Mali. Le professeur Lyal S. Sunga, expert en droit pénal international, a été recruté pour assister la commission dans ses enquêtes et rédiger les rapports au Conseil de sécurité. Après des enquêtes approfondies dans tout le Rwanda, début novembre 1994, la Commission d'experts a recommandé au Conseil de sécurité de créer le Tribunal pénal international pour le Rwanda, ce que le Conseil a fait le 8 novembre 1994 en adoptant la résolution 955 (1994).

## Voir également
- Histoire du Rwanda
- Tribunal pénal international pour le Rwanda
- Liste des résolutions 901 à 1000 du Conseil de sécurité des Nations Unies (1994-1995)
- Guerre civile rwandaise
- Génocide rwandais
- Mission d'observation des Nations unies en Ouganda et au Rwanda